# Michael Rooker
Michael Rooker (n. 6 aprilie 1955, Jasper⁠(d), Alabama, SUA) este un actor american, cel mai cunoscut pentru rolurile sale ca Henry în Henry: Portretul unui criminal în serie (1986), Chick Gandil în Ultimul joc (Eight Men Out) (1988), Terry Cruger în Când dragostea ucide (1989), Rowdy Burns în Zilele tunetului (Days of Thunder) (1990), Bill Broussard în JFK (1991), Hal Tucker în Luptă la înălțime (1993), Jared Svenning în La mall (1995), Merle Dixon în serialul AMC The Walking Dead: Invazia zombi (2010-2013) și ca Yondu Udonta în Gardienii galaxiei (2014) și continuarea sa, Gardienii Galaxiei Vol. 2 (2017).

## Biografie
Michael Rooker s-a născut în Jasper, Alabama. Are nouă frați și surori. Părinții săi au divorțat când avea 13 ani și s-a mutat cu mama și cu frații săi la Chicago, Illinois, unde a studiat la Wells Community Academy High School și la Goodman School of Drama la Universitatea DePaul.
Rooker și-a făcut debutul în film în 1986, jucând rolul principal în Henry: Portretul unui criminal în serie (Henry: Portrait of a Serial Killer), bazat pe mărturisirile criminalului în serie Henry Lee Lucas. El a jucat într-o piesă când regizorul piesei i-a spus despre rol. Lui Rooker nu-i păsat dacă scenariul a fost bun sau rău; a vrut doar să joace într-un film, deoarece a considerat acest lucru ca pe o „provocare”.  Filmul Henry a avut un succes critic, iar Rooker a fost remarcat ulterior în industria cinematografică, ceea ce a făcut să fie distribuit în mai multe roluri de film. 

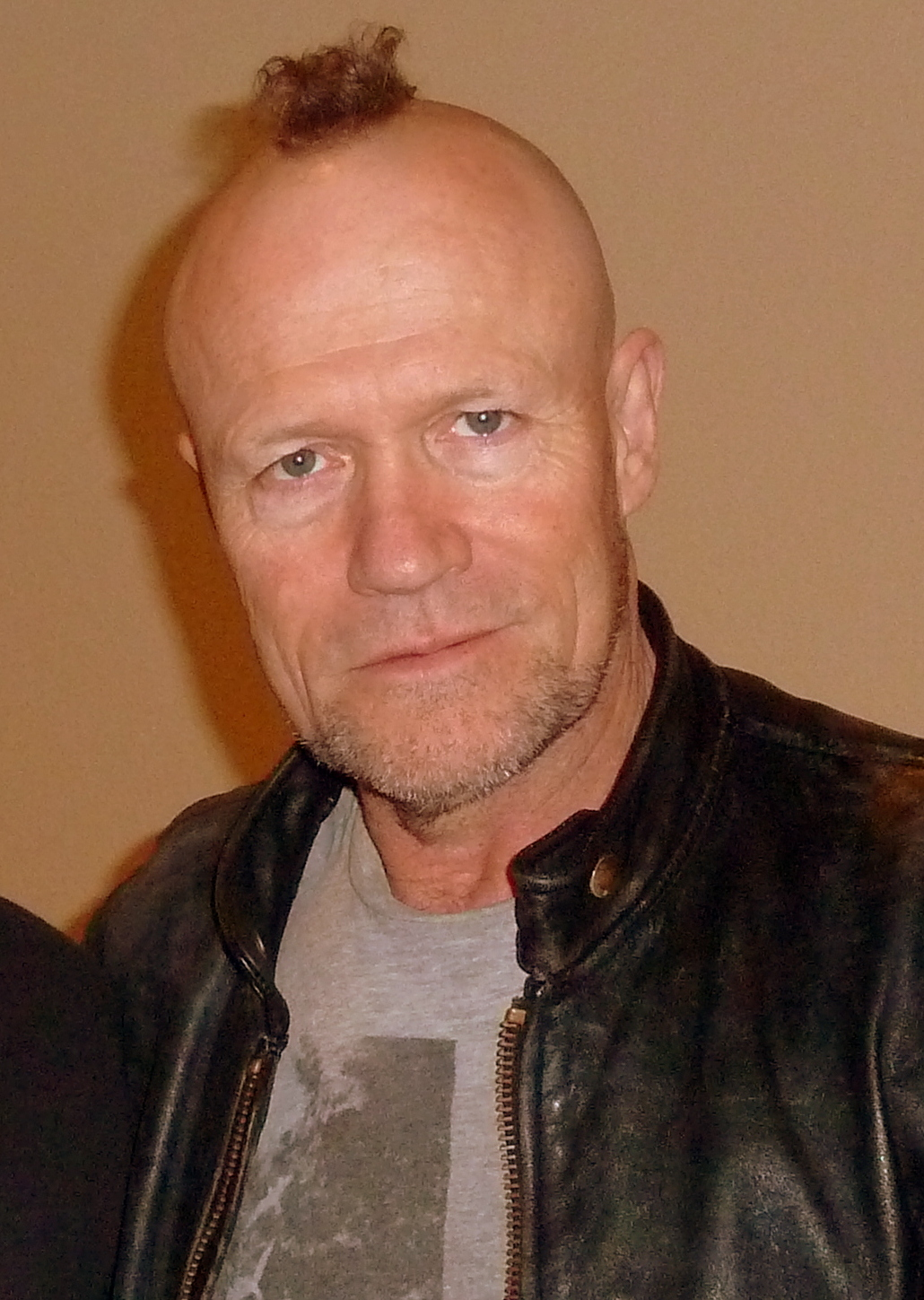
Michael Rooker în 2013

Rooker a primit roluri mai dramatice în filme precum Ultimul joc (Eight Men Out), Mississippi în flăcări (Mississippi Burning) și JFK, dar a devenit cel mai cunoscut pentru rolurile sale în  filme deacțiune și thrillere precum Când dragostea ucide, Zilele tunetului, Luptă la înălțime și Tombstone .  A jucat, de asemenea, în La mall, Masacrul din Rosewood, Ziua a 6-a, Târâtoarea, Jumper: Oriunde, oricând, Super  și Hypothermia.
În iunie 2010, el a dezvăluit prin Twitter că urma să apară în serialul de televiziune AMC The Walking Dead ca Merle Dixon, unul dintre supraviețuitorii unei apocalipse zombie. El a jucat în două episoade din primul sezon și un episod din cel de-al doilea sezon înainte de a deveni în cele din urmă un personaj secundar care a apărut de-a lungul celui de-al treilea sezon. 
Rooker este cunoscut și pentru numeroasele sale apariții în diferite roluri de televiziune. 
Rooker este cunoscut și pentru rolurile sale în jocuri video precum Call of Duty: Black Ops (unde a interpretat propriul său rol), ca Mike Harper în Call of Duty: Black Ops 2 în noiembrie 2012 și ca vocea lui Merle Dixon în The Walking Dead: Survival Instinct, jocul video bazat pe seria de televiziune.
Rooker a interpretat rolul lui Yondu în filmul Marvel Studios Gardienii galaxiei  și în Gardienii Galaxiei Vol. 2 (2017), ambele regizate de James Gunn.
În august 2019, Rooker s-a alăturat distribuției următorului film de acțiune F9 (2021), regizat de Justin Lin.

## Viață personală
Rooker locuiește în California și este căsătorit cu Margot Rooker. Cei doi s-au căsătorit la 22 iunie 1979 și au împreună două fiice. Rooker are o centură neagră în stilul Karate Kyokushin.

## Filmografie

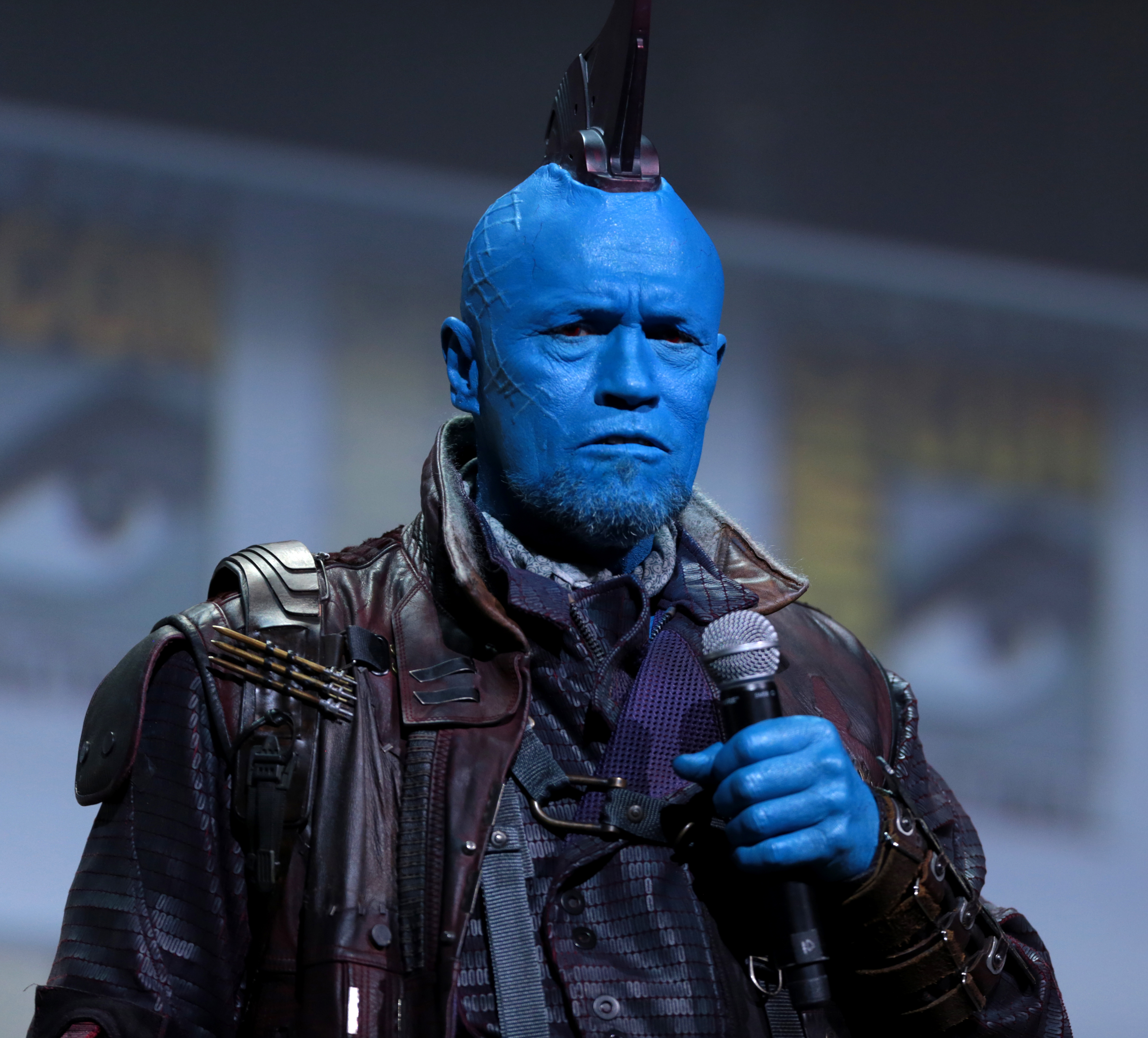
Rooker la San Diego Comic Con International 2016, ca Yondu din Gardienii galaxiei.

### Film
| An   | Titlu                              | Rol                             | Note |
| ---- | ---------------------------------- | ------------------------------- | --- |
| 1986 | Henry: Portrait of a Serial Killer | Henry                           | Fantasporto pentru cel mai bun actor Golden Space Needle Award pentru cel mai bun actor Nominalizare—Independent Spirit Award for Best Male Lead |
| 1987 | Light of Day                       | Oogie                           | |
| 1987 | Rent-A-Cop                         | Joe                             | |
| 1988 | Above the Law                      | Om în bar                       | |
| 1988 | Eight Men Out                      | Arnold "Chick" Gandil           | |
| 1988 | Mississippi Burning                | Frank Bailey                    | |
| 1989 | Sea of Love                        | Terry Cruger                    | |
| 1989 | Music Box                          | Karchy Laszlo                   | |
| 1990 | Days of Thunder                    | Rowdy Burns                     | |
| 1991 | JFK                                | Bill Broussard                  | |
| 1993 | The Dark Half                      | șerif Alan Pangborn             | |
| 1993 | Cliffhanger                        | Ranger Hal Tucker               | |
| 1993 | Tombstone                          | Sherman McMasters               | |
| 1994 | Suspicious                         | Attendant                       | scurtmetraj |
| 1994 | The Hard Truth                     | Jonah Mantz                     | |
| 1995 | Mallrats                           | Jared Svenning                  | |
| 1996 | Bastard Out of Carolina            | Uncle Earle                     | |
| 1996 | The Trigger Effect                 | Gary                            | |
| 1996 | Back to Back                       | Bob Malone                      | |
| 1997 | Song of Hiawatha                   | Bertrand                        | |
| 1997 | Rosewood                           | șerif Walker                    | |
| 1997 | Keys to Tulsa                      | Keith Michaels                  | |
| 1997 | Deceiver                           | Kennesaw                        | |
| 1997 | Shadow Builder                     | Father Vassey                   | |
| 1998 | The Replacement Killers            | Stan "Zeedo" Zedkov             | |
| 1998 | Brown's Requiem                    | Fritz Brown                     | și producător asociat |
| 1998 | Renegade Force                     | Matt Cooper                     | |
| 1999 | A Table for One                    | Matt Draper / Dr. Matthew Swan  | și producător executiv |
| 1999 | The Bone Collector                 | Cpt. Howard Cheney              | |
| 2000 | Table One                          | Rowdy                           | |
| 2000 | Here on Earth                      | Malcolm Arnold                  | |
| 2000 | NewsBreak                          | John McNamara                   | |
| 2000 | The 6th Day                        | Robert Marshall                 | |
| 2001 | Replicant                          | Detectiv Jake Riley             | |
| 2002 | Undisputed                         | AJ Mercker                      | |
| 2003 | The Box                            | Det. Stafford                   | |
| 2004 | The Eliminator                     | Miles Dawson                    | |
| 2005 | Chasing Ghosts                     | Mark Spencer                    | |
| 2006 | Repo! The Genetic Opera            | Repo Man                        | scurtmetraj nelansat |
| 2006 | Lenexa, 1 Mile                     | Russ                            | |
| 2006 | Slither                            | Grant Grant                     | |
| 2007 | Whisper                            | Sidney                          | |
| 2008 | The Lena Baker Story               | șerif Randolph                  | |
| 2008 | Jumper                             | William Rice                    | |
| 2008 | This Man's Life                    | Richard Crummly                 | scurtmetraj |
| 2009 | Super Capers                       | Juecător / Dark Winged Vesper   | |
| 2009 | Penance                            | Mann                            | |
| 2009 | The Marine 2                       | Church                          | Direct-pe-DVD |
| 2010 | Scott's Dead                       | Mitch                           | scurtmetraj |
| 2010 | Freeway Killer                     | Detectiv St. John               | |
| 2010 | Blood Done Sign My Name            | avocatul apărării Billy Watkins | |
| 2010 | Cell 213                           | Ray Clement                     | |
| 2010 | DC Showcase: Jonah Hex             | Red Doc (voce)                  | scurtmetraj |
| 2010 | Louis                              | Pat McMurphy                    | |
| 2010 | Super                              | Abe                             | |
| 2011 | Atlantis Down                      | Father / Alien                  | |
| 2011 | Mysteria                           | Captain McCarthy                | |
| 2011 | Elwood                             | Condello                        | scurtmetraj |
| 2012 | The Lost Episode                   | Chris / Dr. Death               | și regizor |
| 2012 | Hypothermia                        | Ray Pelletier                   | |
| 2013 | Brother's Keeper                   | Chief Carver                    | |
| 2014 | Guardians of the Galaxy            | Yondu Udonta                    | |
| 2016 | The Belko Experiment               | Bud Melks                       | |
| 2017 | Guardians of the Galaxy Vol. 2     | Yondu Udonta                    | Nominalizare—Saturn Award for Best Supporting Actor                                                                                              |
| 2019 | Bolden                             | Pat McMurphy                    | |
| 2019 | Brightburn                         | The Big T                       | Cameo |
| 2020 | Fantasy Island                     | Damon                           | |
| 2021 | Monster Problems                   | Clyde                           | Post-producție |
| 2021 | F9                                 | Buddy                           | Post-producție |
| 2021 | The Suicide Squad                  | TBA                             | Post-producție |

### Televiziune
| An                 | Titlu                                  | Rol                            | Note                                                                   | Surse                |
| ------------------ | -------------------------------------- | ------------------------------ | ---------------------------------------------------------------------- | -------------------- |
| 1986               | Crime Story                            | locotenent                     | Episodul: "Pilot"                                                      |                      |
| 1988               | The Equalizer                          | Bill Whitaker                  | Episodul: "No Place Like Home"                                         |                      |
| 1989               | Gideon Oliver                          | Det. John Quinn                | Episodul: "Sleep Well, Professor Oliver"                               |                      |
| 1989               | The Edge                               | Deputy șerif                   | film de televiziune                                                    |                      |
| 1989               | L.A. Takedown                          | Bosko                          | film de televiziune                                                    |                      |
| 1990               | Equal Justice                          | Wallace "Wally" Dalton         | Episodul: "Sugar Blues"                                                |                      |
| 1992               | Afterburn                              | Casey "Z" Zankowski            | film de televiziune                                                    |                      |
| 1995               | Fallen Angels                          | Babe McCloor                   | Episodul: "Fly Paper"                                                  |                      |
| 1995               | Johnny & Clyde                         | Frank Tennant                  | film de televiziune                                                    |                      |
| 2001               | The Outer Limits                       | Col. Beckett                   | Episodul: "Patient Zero"                                               |                      |
| 2001               | Hostage Rescue Team                    | Special Agent Nicholas Roberts | Pilot                                                                  |                      |
| 2002               | Jeremiah                               | Major Quantrell                | Episodul: "Firewall"                                                   |                      |
| 2003               | Tremors                                | Kinney                         | Episodul: "Hit and Run"                                                |                      |
| 2003               | Lucky                                  | Gibby                          | Episodul: "Savant"                                                     |                      |
| 2003               | Stargate SG-1                          | Col. Edwards                   | Episodul: "Enemy Mine"                                                 |                      |
| 2003               | CSI: Miami                             | Marty Jones                    | Episodul: "Dead Zone"                                                  |                      |
| 2003               | On Thin Ice                            | Hopkins                        | film de televiziune                                                    |                      |
| 2003               | Saving Jessica Lynch                   | Col. Curry                     | film de televiziune                                                    |                      |
| 2004               | Skeleton Man                           | Capt. Leary                    | film de televiziune                                                    |                      |
| 2004               | Las Vegas                              | Marcus Wexler                  | Episodul: "Degas Away with It"                                         |                      |
| 2005               | Numb3rs                                | Don's Partner                  | episod pilot netransmis                                                |                      |
| 2005               | JAG                                    | Capt. Jack Ramsey              | Episodul: "Heart of Darkness"                                          |                      |
| 2006               | Thief                                  | Det. John Hayes                | 5 episoade                                                             |                      |
| 2007               | Crossing Jordan                        | Shawn Curaco                   | Episodul: "D.O.A."                                                     |                      |
| 2008               | Law & Order                            | Jamie Yost                     | Episodul: "Executioner"                                                |                      |
| 2008               | Shark                                  | Oscar Riddick                  | Episodul: "Bar Fight"                                                  |                      |
| 2008               | Chuck                                  | Frank Mauser                   | Episodul: "Chuck Versus Santa Claus"                                   |                      |
| 2008               | Humanzee!                              | Priest                         | Episodul: "Pilot"                                                      |                      |
| 2009               | Meteor                                 | Calvin Stark                   | 2 episoade                                                             |                      |
| 2009               | Criminal Minds                         | Chief Carlson                  | Episodul: "House on Fire"                                              |                      |
| 2009               | Psych                                  | Garth Longmore                 | Episodul: "Shawn Takes a Shot in the Dark"                             |                      |
| 2010               | Burn Notice                            | Dale Lawson                    | Episodul: "Guilty as Charged"                                          |                      |
| 2010               | Matadors                               | John Canterna                  | Pilot                                                                  |                      |
| 2010–2013          | The Walking Dead                       | Merle Dixon                    | 14 episoade Satellite Award for Best Cast – Television Series (2012)   |                      |
| 2011-2018          | Talking Dead                           | Rolul său                      | 9 episoade                                                             |                      |
| 2012               | Outlaw Country                         | Larkin's Henchman              | film de televiziune                                                    |                      |
| 2012               | Archer                                 | șerif E.Z. Ponder (voce)       | Episodul: "Bloody Ferlin"                                              |                      |
| decembrie 14, 2016 | Unlocked: The World of Games, Revealed | Rolul său                      | Documentar                                                             | [ 21 ] [ 22 ] [ 23 ] |
| 2017               | SEAL Team                              | Big Chief                      | Episodul: "Tip of the Spear"                                           |                      |
| 2017               | Robot Chicken                          | Merle Dixon (voce)             | Episodul: "The Robot Chicken Walking Dead Special: Look Who's Walking" |                      |
| 2019               | True Detective                         | Edward Hoyt                    | 2 episoade                                                             |                      |
| 2019               | The Dark Tower                         | N/A                            | Pilot                                                                  |                      |
| 2020               | Ride with Norman Reedus                | Rolul său                      | Episodul: "Georgia with Michael Rooker"                                |                      |
| 2021               | What If...?                            | Yondu Udonta (voce)            | Web serie                                                              |                      |

### Jocuri video
| An   | Titlu                                              | Rol               | Note                              |
| ---- | -------------------------------------------------- | ----------------- | --------------------------------- |
| 2004 | The Chronicles of Riddick: Escape from Butcher Bay | Centurion, Jack   |                                   |
| 2006 | Scarface: The World Is Yours                       | Voci suplimentare |                                   |
| 2011 | Call of Duty: Black Ops                            | Rolul său         | Apare în Call of the Dead         |
| 2011 | Days of Thunder                                    | Rowdy Burns       |                                   |
| 2012 | Lollipop Chainsaw                                  | Vikke             |                                   |
| 2012 | Call of Duty: Black Ops II                         | Mike Harper       | Și captarea digitală a mișcărilor |
| 2013 | The Walking Dead: Survival Instinct                | Merle Dixon       |                                   |

## Legături externe
- Site web oficial
- Michael Rooker la Internet Movie Database